# Félix Latrónico
Félix Clodomiro Latrónico (Buenos Aires, 31 de julio de 1912 - Buenos Aires, 19 de agosto de 2005) fue un representante de futbolistas, dirigente del Club Atlético Boca Juniors, comerciante y emprendedor inmobiliario argentino.
En sus tiempos, fue un reconocido vendedor de sombreros de la clase alta porteña, aunque luego ganaría su pasión futbolística, por lo que, con el devenir del tiempo, se haría uno de los representantes de futbolistas más importantes de Argentina. 
Así las cosas, Guillermo Coppola, considerado el más importante representante argentino de futbolistas de todos los tiempos, ha manifestado públicamente que Don Félix fue su arquetipo a seguir.
En los años 50, fue el autor intelectual de uno de los proyectos más ambiciosos de la historia de la ciudad de Necochea, Provincia de Buenos Aires: la creación de la "Villa del Deportista". La cual logró concretarse y cuya avenida principal (Av. 10, en el Centro de Necochea) se llama "Av. Félix Latrónico" en memoria y honor del visionario Don Félix.

## Biografía
Don Félix Latrónico contrajo matrimonio en 1937 con Alma Piciulin (quien falleció en octubre de 2000). Fruto de su relación nacieron Irma Haydee Latrónico (en 1939) y Liliana Mirta Latrónico (en 1943). Esta última es quien, mediante la Inmobiliaria, lleva a su cargo el visionario proyecto urbanístico de Don Félix.
Latrónico se dedicaba a la venta de sombreros en Barrio Norte, Capital Federal. No obstante, también fue un gran amante del fútbol. De este modo, primero fue dirigente del Club Atlético Boca Juniors y luego representante de futbolistas.
Como representante condujo la representación de recordados futbolistas, logrando colocar a Antonio Garabal en el Atlético Madrid; al portero Rogelio Antonio Domínguez en el Real Madrid; a Juan Marcelo Grillo en el Real Racing Club de Santander; a Adalberto Rodríguez, Francisco Diego Bayo y el “Tubo” Raúl Justo Gómez en el Celta de Vigo; a Alfredo Hugo Rojas, tanto en la entidad viguesa mencionada como en el Real Betis. Con respecto a Italia, su otro paraíso de los negocios, situó al entrenador Luis Carniglia en la Fiorentina y en el AC Milán al “Coco” Ernesto Grillo, hermano del que luciera la camiseta santanderina en los Campos de Sport de El Sardinero. A Humberto Maschio y Enrique Omar Sivori, este último gran figura del “Calcio”. Al tiempo que, en Portugal, supo ubicar al entrenador Héctor Puricelli en el Oporto.
También inspiró a otros importantes representantes que lo sucederían en el tiempo, tal como es el caso de Guillermo Coppola, quien fue el representante de Diego Armando Maradona.
Incluso, luego de un corto noviazgo, su hija Liliana, se casó el 2 de diciembre de 1968 con el delantero campeón con Independiente, Roberto Marcos Saporiti. Quien formó parte del elenco del cuerpo técnico conducido por César Luis Menotti, campeón de la Copa Mundial de Fútbol Argentina 1978.
Luego del cobro de una deuda en la ciudad bonaerense de Necochea, comenzó a trabajar en el rubro de los negocios inmobiliarios. Quien, sin contar con el capital suficiente, logró convencer a los inversores para obtener los terrenos que darían fruto a su importante desarrollo inmobiliario en la ciudad balnearia.
En octubre del año 2000 quedó viudo. Falleció el día 19 de agosto de 2005.